# 8′-Apo-β-carotinsäureethylester
8′-Apo-β-carotinsäureethylester ist ein Ethylester von 8′-Apo-β-carotin-8′-säure, ein Apocarotinoid. Es fand in der Lebensmittelindustrie als Lebensmittelfarbstoff Verwendung. Es war in der EU als Lebensmittelzusatzstoff der Nummer E 160f zugelassen, wird aber heute von der Industrie in Europa nicht mehr eingesetzt.